# Blue Moon (Hörfunksendung)
Blue Moon ist eine Talksendung des öffentlich-rechtlichen Hörfunksenders Fritz vom RBB. Bis 13. Juli 2007 lief die Sendung jeden Abend von 22:00 Uhr bis 01:00 Uhr; mit der großen Programmreform vom 16. Juli 2007 wurde die Sendezeit um eine Stunde bis 24:00 Uhr verkürzt.

## Programm
Der Blue Moon wird montags bis freitags ausgestrahlt und behandelt ein vorab festgelegtes Thema, zu dem Hörer anrufen und ihre Erfahrungen, Erlebnisse oder Meinungen schildern können. 2024 wurde der Blue Moon dienstags auch im rbb Fernsehen ausgestrahlt; donnerstags war die Sendung via Twitch zu sehen. Nach acht Monaten wurde diese Ausstrahlung beendet.
Dienstags und mittwochs wird der Blue Moon parallel auch bei You FM vom Hessischen Rundfunk übertragen. Seit März 2025 wird der Blue Moon zudem täglich von Dasding vom Südwestrundfunk und Unserding vom Saarländischen Rundfunk übernommen, mittwochs außerdem von MDR Sputnik. Damit wird der Blue Moon von insgesamt fünf ARD-Wellen übertragen.

## Moderatoren
Diese Moderatoren sind regelmäßig im Blue Moon zu hören:
| Moderator                                      | Montag | Dienstag | Mittwoch | Donnerstag | Freitag |
| ---------------------------------------------- | ------ | -------- | -------- | ---------- | ------- |
| Claudia Kamieth                                | –      | ✓        | –        | ✓          | –       |
| Bruno Dietel                                   | ✓      | ✓        | –        | –          | –       |
| Malte Völz                                     | –      | –        | –        | ✓          | –       |
| Mik und Kostas                                 | ✓      | –        | –        | –          | –       |
| Romano                                         | –      | –        | –        | –          | ✓       |
| Julian Heun                                    | –      | –        | –        | –          | ✓       |
| Anna Wollner und Selin Güngör (Film-Blue Moon) | –      | –        | –        | –          | ✓       |
| Daniel Hirsch und Bene Wenck (Games-Blue Moon) | –      | –        | –        | ✓          | –       |

In unregelmäßigen Abständen moderieren außerdem Clara Ehrmann, Jan Katona, Helena Sigal, Meret Reh, Raya Petke, Daniel Claus und Jule Kaden den Blue Moon.
Einige ehemalige Blue Moon-Moderatoren sind Holger Klein, Jürgen Kuttner, Thilo Mischke, Caroline Korneli, Kathrin Wosch, Laura Larsson, Marcus Richter, René Träder, Timm Lindenau, Simon Dömer und Ingmar Stadelmann.

## Geschichte
Bis Dezember 2013 gab es einen regelmäßigen Film-Blue-Moon mit Ronald Bluhm und Tom Ehrhardt. Der Film-Blue-Moon wurde 2014 wieder aufgenommen mit Anna Wollner und Holger Klein bzw. später Selin Güngör als Moderatoren.
Freitags luden bis Dezember 2013 wechselnde Moderatoren dazu ein, über zwischenmenschliche Probleme zu sprechen. Bei diesem Format können im Gegensatz zur Sendung Domian mehrere Anrufer ins Studio gestellt werden und über ihre Erfahrungen zu ausgewählten Themen reden. Freitags moderierte Holger Klein von Januar 2014 bis Oktober 2015 den Blue Moon. Klein war vorher seit Februar 2013 sonntags mit einem Wochenrückblick zu hören. Außerdem moderierte er bis November 2013 auch dienstags den Blue Moon, der an diesem Wochentag und mittwochs jeweils ab 23 Uhr als Lateline bundesweit in den meisten Jugendsendern der ARD lief. Der zwischenmenschliche Blue Moon wurde ab 2016 von René Träder moderiert.
Von 2001 bis 2004 moderierte auch Christian Ulmen dieses Format regelmäßig montags gemeinsam mit MTV-Kollege Jörg Diernberger. In dieser Zeit besuchten diverse Prominente die Sendung und stellten sich den Fragen der Hörer. Zu den prominentesten Gästen gehörten: Sido, Farin Urlaub, Nena, Peter Wawerzinek, Sven Regener, Klaas Heufer-Umlauf, Beatsteaks und Böhse Onkelz.